# Judeofrancuski jezik
Judeofrancuski jezik (zarfatski, tsarfatit, צרפתית od Tzarfat (צרפת) =Francuska; ISO 639-3: zrp), izumrli oilski jezik kojim su govorili Židovi sjeverne Francuske i nekim zapadnonjemačkim gradovima (Aachen, Mainz, etc.). Pisana tradicija počinje u 11 stoljeću (Moshe HaDarshan), ali u kasnom 14. stoljeću, vjerojatno zbog progona Židova, ovaj jezik u Francuskoj više nije prisutan. 
Pripadao je francuskoj podskupini oilskih jezika.

## Vanjske poveznice
- Ethnologue (14th)
- Ethnologue (15th)
- Judeo-French  Arhivirana inačica izvorne stranice od 1. svibnja 2009. (Wayback Machine)